# Международная годовщина ООН
Международная годовщина ООН (англ. United Nations Anniversaries) — официально установленная ООН международная памятная годовщина. Учреждается резолюциями Генеральной Ассамблеи ООН.

## Годовщины
- 2014 год

20-я годовщина Международного года семьи
- 2012 год

60-я годовщина Комиссии ООН по разоружению (11 января)
40-я годовщина вступления в силу Договора по морскому дну (18 мая)
20-я годовщина Декларации ООН о правах коренных народов (18 декабря)
- 2011 год

25-я годовщина чернобыльской катастрофы (26 апреля)
50-я годовщина гибели Дага Хаммаршельда (18 сентября)
25-я годовщина Декларации о праве на развитие (4 декабря)
- 2010 год

50-я годовщина Декларации о предоставлении независимости колониальным странам и народам
- 2009 год

20-я годовщина принятия Конвенции о правах ребенка
- 2008 год

60-я годовщина операций ООН по поддержанию мира
60-я годовщина принятия Всеобщей декларации прав человека
- 2005 год

60-я годовщина Конференции в Сан-Франциско
60-я годовщина Организации Объединенных Наций
60-я годовщина Устава ООН